# Pachybrachis crassus
Pachybrachis crassus är en skalbaggsart som beskrevs av Bowditch 1909. Pachybrachis crassus ingår i släktet Pachybrachis och familjen bladbaggar. Inga underarter finns listade i Catalogue of Life.